# Carabasso
Carabasso é uma comuna rural do sul do Mali da circunscrição de Sicasso e região de Sicasso. Segundo censo de 1998, havia 6 361 residentes, enquanto segundo o de 2009, havia 6 687. A comuna inclui 1 cidade e 10 vilas.